# デニス・クシニッチ
デニス・ジョン・クシニッチ（英語: Dennis John Kucinich、1946年10月8日 - ）は、アメリカ合衆国の政治家。

## 経歴
1946年10月8日にオハイオ州クリーブランドにて、元アメリカ海兵隊員でトラック運転手をしていた父のフランクと母のヴァージニアの息子として誕生する。ベトナム戦争をきっかけに政治に関心を持ちはじめ、23歳でクリーブランド市議会議員に、31歳で市長にそれぞれ選出された。
1996年のアメリカ合衆国下院議員選挙で民主党候補としてオハイオ州第10区から立候補して初当選する。下院議員に就任すると「アメリカ平和省」の設立を目指し、イラク戦争にも一貫して反対した。2003年のジェシカ・リンチ事件では、救出作戦が意図された創作であることをジョージ・W・ブッシュ大統領宛ての公開書簡で追及した。
2004年アメリカ合衆国大統領選挙では民主党から立候補する意向を表明した。結局大統領候補には選出されなかったが、最後まで選挙戦から撤退せず、わずかながら代議員票を振り分けられた。
2006年12月に2008年アメリカ合衆国大統領選挙に立候補する意向を表明したが、思うように支持が集まらず苦戦した。2008年1月24日に選挙戦からの撤退を表明し、バラク・オバマへの支持を表明した。同年6月10日にジョージ・W・ブッシュ大統領の弾劾決議案をアメリカ合衆国下院議会に提出した。
選挙区再編の影響により、2012年のアメリカ合衆国下院議員選挙ではオハイオ州第9区から出馬することを表明したが、選挙区が重なる現職のマーシ・カプターに民主党予備選挙で敗れ、本選に進出することはできなかった。クシニッチはこれを機に政界を引退し、FOXニュースのレギュラーコメンテーターに就任した。